# Solférino
Solférino è un comune francese di 362 abitanti situato nel dipartimento delle Landes nella regione della Nuova Aquitania.
Il comune è stato fondato, nel 1863, per volere dell'imperatore Napoleone III il quale, nel 1857, aveva acquistato 7.000 ettari di territorio paludoso, originariamente appartenente ai comuni viciniori di Commensacq, Escource, Labouheyre, Lüe, Morcenx e Onesse-et-Laharie, sul quale fece realizzare imponenti opere di bonifica, affidate a Henri Crouzet, e costruire un grande allevamento zootecnico sperimentale, denominato Bergerie impériale des Landes.
Al nuovo comune venne assegnato il toponimo di "Solférino", in onore ai combattenti del 34º Reggimento della fanteria di linea francese, prevalentemente costituito da giovani delle Landes, distintosi nella grande battaglia di Solferino e San Martino. Il reparto, alle ore 9,00 del 24 giugno 1859, dietro ordine del comandante di divisione generale Bazaine, si era lanciato nel temerario attacco alla strategica e ben difesa postazione austriaca di Costa Mezzana, conquistandola al prezzo di un enorme tributo di vite umane.

## Società

### Evoluzione demografica
Abitanti censiti

## Amministrazione

### Gemellaggi
Solferino